# سام هارت
سام هارت (انگلیسی: Sam Hart؛ زادهٔ ۱۰ سپتامبر ۱۹۹۶) بازیکن فوتبال اهل بریتانیا است.
از باشگاه‌هایی که در آن بازی کرده‌است می‌توان به باشگاه فوتبال لیورپول اشاره کرد.